# Norberka
Norberka, de son vrai nom Norberte Abla Kpanou, née en 1976 à Houéyogbé au Bénin, est une auteure-compositrice-interprète béninoise de musique traditionnelle zinli-gbété.

## Biographie
Norberka de son vrai nom Norberte Abla Kpanou est née en 1976 dans une famille monogame de cinq enfants dont elle est la seule fille de Paul Hounmassè Kpanou, et de Cathérine Goundo. Considérant la musique comme étant un héritage reçu de son grand-père qui est un chanteur, compositeur et batteur spécialiste de la musique traditionnelle, elle explore le monde musical depuis ses 6 ans. À l'âge de neuf ans, elle commence à chanter malgré l'opposition de ses parents. Au cours primaires, elle est régulièrement désignée pour donner le ton lors de chants de l'hymne national du Bénin. Elle fait d'abord ses débuts dans la musique moderne, et se fait remarquer lors du concours organisés par le chanteur Eric Thomson dans le Mono où elle remporte le premier prix, ce qui l'emmène ensuite à s'orienter vers la Musique traditionnelle. Rapidement, elle entre dans le groupe Super Anges hwendonanboua. Quelques années plus tard, elle intègre les étoiles de sahouè. En 2011, elle forme son premier groupe de musique traditionnelle de 23 membres.

## Discographie
Liste des albums,,,
- 2009 : Kpè didoKpè dido, le 1er album de Norberka sorti en Novembre 2009 qui la confirme comme une des plus grandes voix de la musique traditionnelle.
- 2012 : GANTCHÉ XOGANTCHÉ XO, le 2e album produit par Norberka
- 2014 : Gbèto hoGbèto ho, ce 3e album à son actif
- 2020 : Vodou Youe (EMB MUSIC ENTERTAINMENT)Vodou Youe, le 4e album « Vodou Youe ».

## Vie associative
En 2017, elle participe activement avec d'autres artistes tels que ; Sagbohan Danialou; Zeynab Habib; Angélique Kidjo, au concert géant organisée par le gouvernement et l'UNICEF contre le mariage des enfants.

## Distinctions
À son actif, la chanteuse détient treize trophées nominations : Le BGA (Benin Golden Award); Le disque d'or de Bubedra; le trophée hokan. En 2019, elle remporte la quatrième Édition de Bénin Révélation Star et profite pour annoncer sa prochaine sortie.